# Vozera Strusta
Vozera Strusta (vitryska: Возера Струста) är en sjö i Belarus.   Den ligger i voblasten Vitsebsks voblast, i den norra delen av landet, 200 km norr om huvudstaden Minsk. Vozera Strusta ligger 127 meter över havet.
Runt Vozera Strusta är det glesbefolkat, med 16 invånare per kvadratkilometer.